# Tarpan (autómárka)
A Tarpan a lengyel Mezőgazdasági Autók Gyárának (FSR) autómárkája volt. A kezdetben mezőgazdasági termelőknek kifejlesztett Tarpan modelleket 1973-tól között gyártották Poznańban. Első modellje a Tarpan 233 volt. A sorozatgyártás az FSR 1996-os megszűnésével fejeződött be. A kisteherszállító járművek utolsó modellje a Tarpan Honker volt, amelyet később már Honker néven gyártott a lublini FSC autógyár. A Tarpanokhoz más lengyel járművek, pl. a Warszawa, a Żuk és a Fiat 125p számos részegységét felhasználták. Nevét az eurázsiai vadlóról, a tarpánról kapta.

## Története
A járművet a lengyel parasztgazdaságok motorizációjának erősítésére szánták. Lengyelországban a nagyüzemi és a kollektív gazdaságok mellett a szocialista időszakban is jelentős szerepet játszottak a magángazdaságok, amelyek számára egy strapabíró, olcsó, teher- és személyszállításra univerzálisan használható járművet akartak kifejleszteni, a gyártását pedig a legjelentősebb mezőgazdasággal rendelkező lengyel régió, Nagy-Lengyelország területén tervezték.
1971 decemberében két prototípust dolgoztak ki, amelyeket be is mutattak a nyilvánosságnak. Mindkét jármű Poznańban készült a Syrena személygépkocsi motorjának és fődarabjainak a felhasználásával, de a Fiat 125p személygépkocsi és a Nysa kisteherautó egyes elemeit is felhasználták. A Warta nevű prototípust az állami TOS járműjavító cég poznańi szervize fejlesztette ki, a Tarpan elnevezésű prototípust a Műanyagfeldolgozó Intézet (Instytut Obróbki Plastycznej) készítette el, mindkét esetben a Poznańi Műszaki Egyetemmel együttműködve. Mindkét prototípust kiállították Varsóban, a Kultúra és Tudomány Palotájában 1971 decemberében a Lengyel Egyesült Munkáspárt 6. kongresszusán. A járművek azonban műszaki problémákkal küzdöttek. Nagy volt az öntömegük, elégtelen a hasznos terhelhetőség, és a Syrena 40 LE-s S31-es motorja elégtelen volt a viszonylag nehéz járművekhez.